# Dickson Greeting
Dickson Greeting er en amerikansk stumfilm fra 1891 af William Kennedy Dickson.